# Mamilloporoidea
Mamilloporoidea zijn een superfamilie van mosdiertjes (Bryozoa) uit de orde van de Cheilostomatida. De wetenschappelijke naam ervan werd in 1927 voor het eerst geldig gepubliceerd door Canu & Bassler.

## Families
- Ascosiidae Jullien, 1883
- Cleidochasmatidae Cheetham & Sandberg, 1964
- Crepidacanthidae Levinsen, 1909
- Mamilloporidae Canu & Bassler, 1927